# قرشی
شهر قرشی(به ازبکی: Qarshi، قَرشی)، که در متون فارسی قدیمی با نام نَخشَب و یا نَسَف نیز شناخته می شوند از شهرهای کهن فرارود واقع در درهٔ قشقه‌دریا، بر جادهٔ بخارا به بلخ، مرکز استان قشقه‌دریای ازبکستان است. جمعیت آن را ۲۲۷٬۰۰۰ نفر برآورد می‌کنند (سال ۲۰۰۶).∗

## پیشینهٔ تاریخی
به نوشتهٔ ریحانةالادب: «از بلاد ماوراءالنهر و مابین جیحون و سمرقند و تاشکند، در ۱۵۰ هزار گزی بخارا واقع است، شهری بزرگ و پرجمعیت است و دهات بسیاری دارد، و آن بزرگترین و معمورترین و زیباترین بلاد ماوراءالنهر است . نام دیگر آن نسف است و در این اواخر به قرشی معروف گشته به مناسبت نهر قرشی که از وسط آن می‌گذرد.»
کبک خان قصری در دو فرسخی نخشب ساخت، و از آنجا که مغولان قصر را قرشی می‌گفتند این نام در میان ترک‌زبانان محل برای این شهر رایج شد.
عزیزالدین نسفی، از عارفان پارسی‌نویس سدهٔ هفتمِ هجری، ضیاءالدین نخشبی از پارسی‌گویان ساکن هند و احمد نخشبی رهبر نهضت اسماعیلیان در فرارود منسوب به این شهر هستند. فقیه حنفی، ابوالبرکات حافظ‌الدین نسفی نیز از این شهر بود.
ماه نَخشَب نام ساختۀ دست المُقَنَع است که آن را به عنوان معجزهٔ خویش به مردم نشان می‌داد.
امروزه بیشتر ساکنان این شهر ازبک‌ها هستند.